# 在日サウジアラビア人
在日サウジアラビア人（ざいにちサウジアラビアじん、アラビア語: السعوديون العرب في اليابان）、在日サウジ人（ざいにちサウジじん、アラビア語: السعوديون في اليابان）は、日本に一定期間在住するサウジアラビア国籍の人々である。

## 統計
日本の法務省の在留外国人統計によると、2023年12月末時点で在日サウジアラビア人は403人である。
在留資格別（3位まで）
| 順位 | 在留資格                 | 人数 |
| ---- | ------------------------ | ---- |
| 1    | 家族滞在                 | 139  |
| 2    | 留学                     | 96   |
| 3    | 技術・人文知識・国際業務 | 92   |

都道府県別（4位まで）
| 順位 | 都道府県 | 人数 |
| ---- | -------- | ---- |
| 1    | 東京     | 166  |
| 2    | 神奈川   | 133  |
| 3    | 大阪     | 23   |
| 4    | 愛知     | 12   |